# Stockach (Gomaringen)

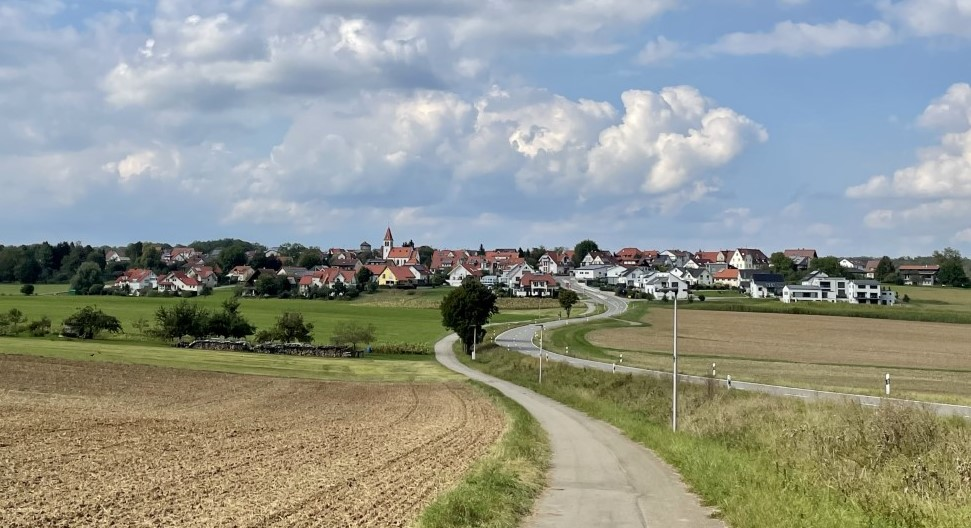
Blick auf Stockach aus südlicher Richtung (2021)

Stockach ist ein Ortsteil von Gomaringen im Landkreis Tübingen. Der Ortsteil bildet eine Ortschaft im Sinne der baden-württembergischen Gemeindeordnung mit eigenem Ortschaftsrat und Ortsvorsteher als dessen Vorsitzender.
Die kleine Ortschaft befindet sich etwa fünf Kilometer südöstlich von Tübingen und etwa acht Kilometer westlich von Reutlingen.
Stockach war früher eine selbstständige Gemeinde, ehe es am 1. Dezember 1973 nach Gomaringen eingemeindet wurde.
Ortsvorsteherin ist Christa Stöhr.

## Geschichte

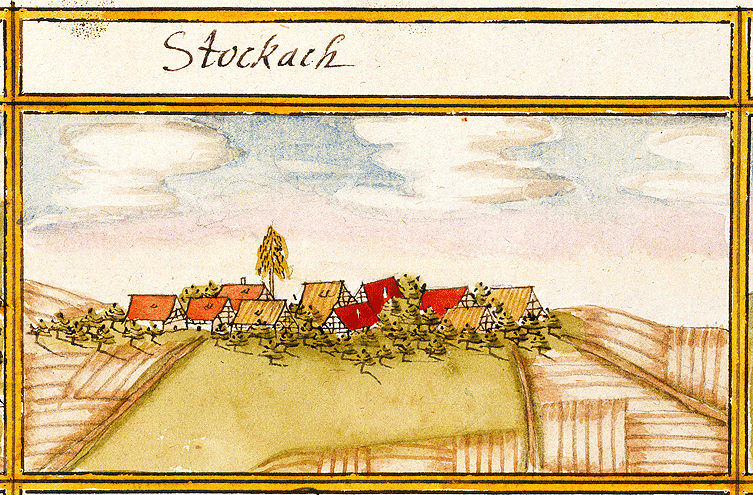
Andreas Kieser: Ansicht von Stockach (1683)

Es handelt sich bei Stockach vermutlich um eine hochmittelalterliche Ausbausiedlung. 1229 wurde der Flurname „Stokka“ erwähnt. Vielleicht gehörte der Ort ursprünglich zum Besitz der Grafen von Hohenberg. Das kleine Dorf war dann Eigentum des Klosters Bebenhausen und wurde 1323 mit allen Rechten an die Herren von Gomaringen verkauft. 1445 veräußerten diese es an die Remp von Pfullingen. Kaspar Remp von Pfullingen verkaufte den Ort 1491 an das Reutlinger Spital. Seither lag die Grundherrschaft und Niedergerichtsbarkeit beim Spital, die Oberhoheit und Blutgerichtsbarkeit bei der Reichsstadt Reutlingen. Als die Reichsstadt im Zuge der Mediatisierung 1802/03 an das Kurfürstentum Württemberg fiel, welches 1806 zum Königreich erhoben wurde, kam auch Stockach an Württemberg. Es wurde dem Oberamt Reutlingen zugeordnet. 1938 gelangte Stockach im Rahmen der Kreisreform während der NS-Zeit in Württemberg zum Landkreis Tübingen. Nach dem Zweiten Weltkrieg fiel Stockach 1945 in die Französische Besatzungszone und kam somit zum neu gegründeten Land Württemberg-Hohenzollern, welches 1952 im Land Baden-Württemberg aufging. Am 1. Dezember 1973 wurde Stockach nach Gomaringen eingemeindet.

## Sehenswürdigkeiten

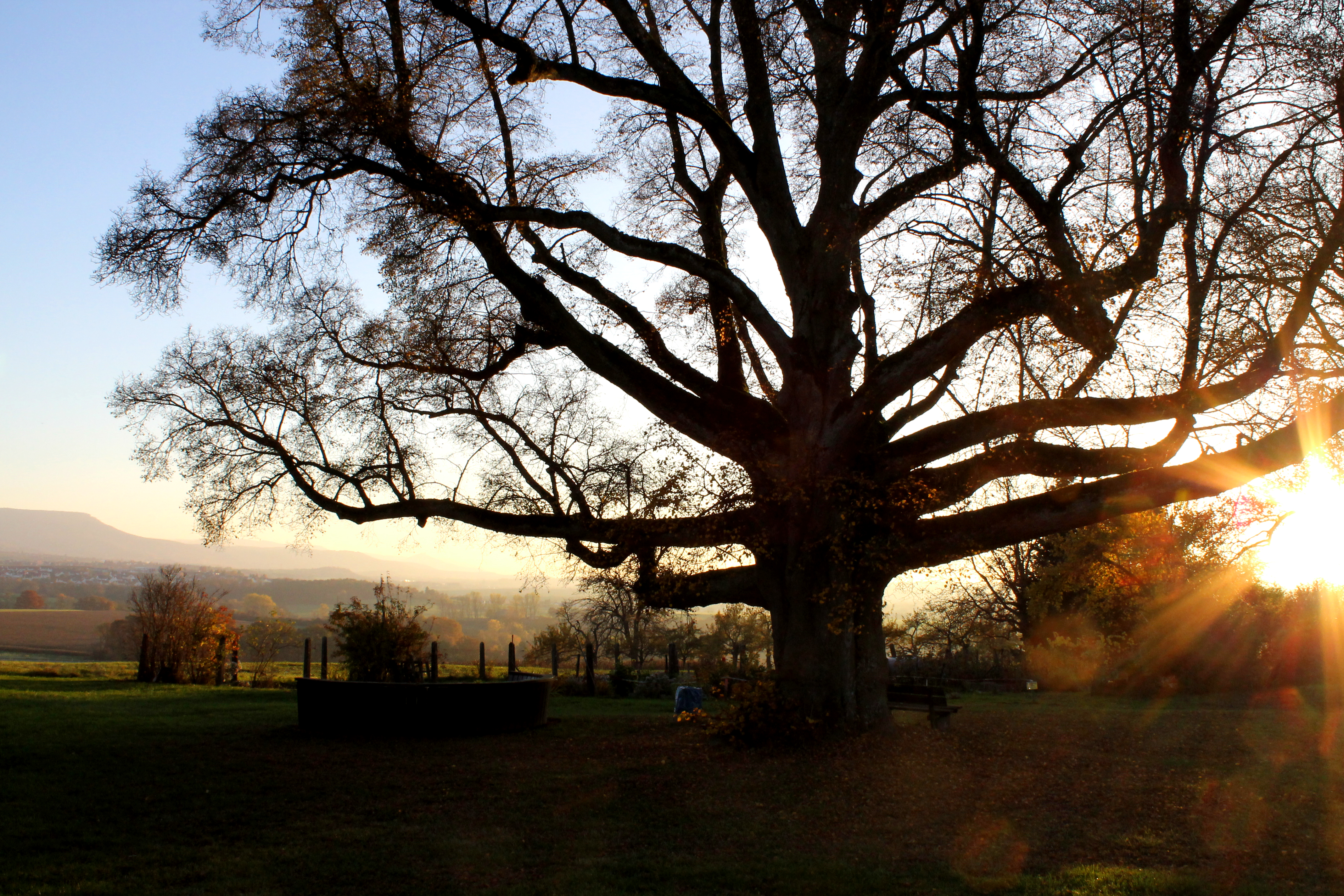
Trinkwies-Linde

- Ortskirche ist die 1904 nach Plänen von Theophil Frey im Stil der Neogotik errichtete evangelische Pauluskirche.[4]
- Unter der Trinkwies-Linde[5] am südwestlichen Ortsrand werden Dorffeste gefeiert.[6]

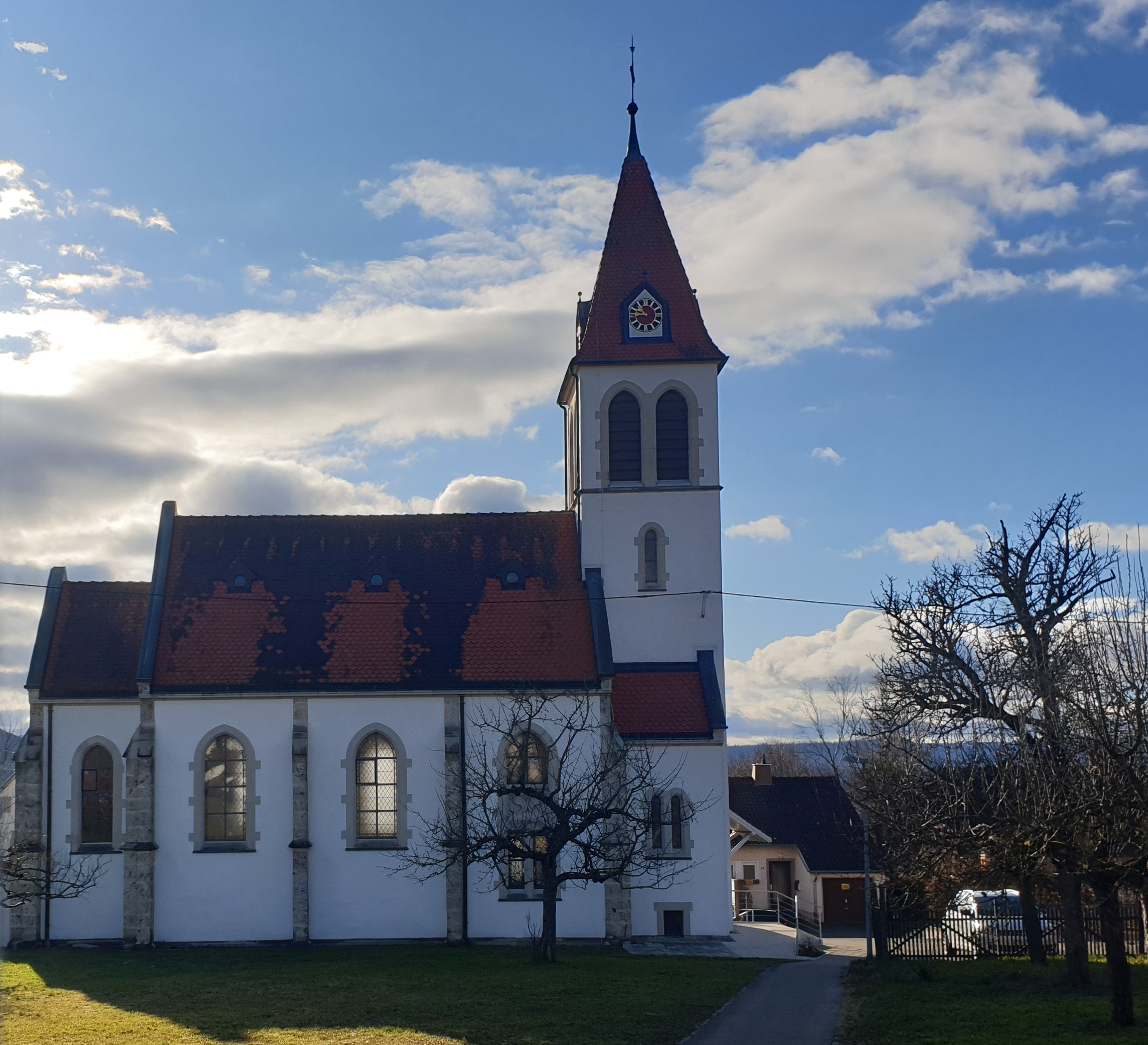
Pauluskirche (2025)
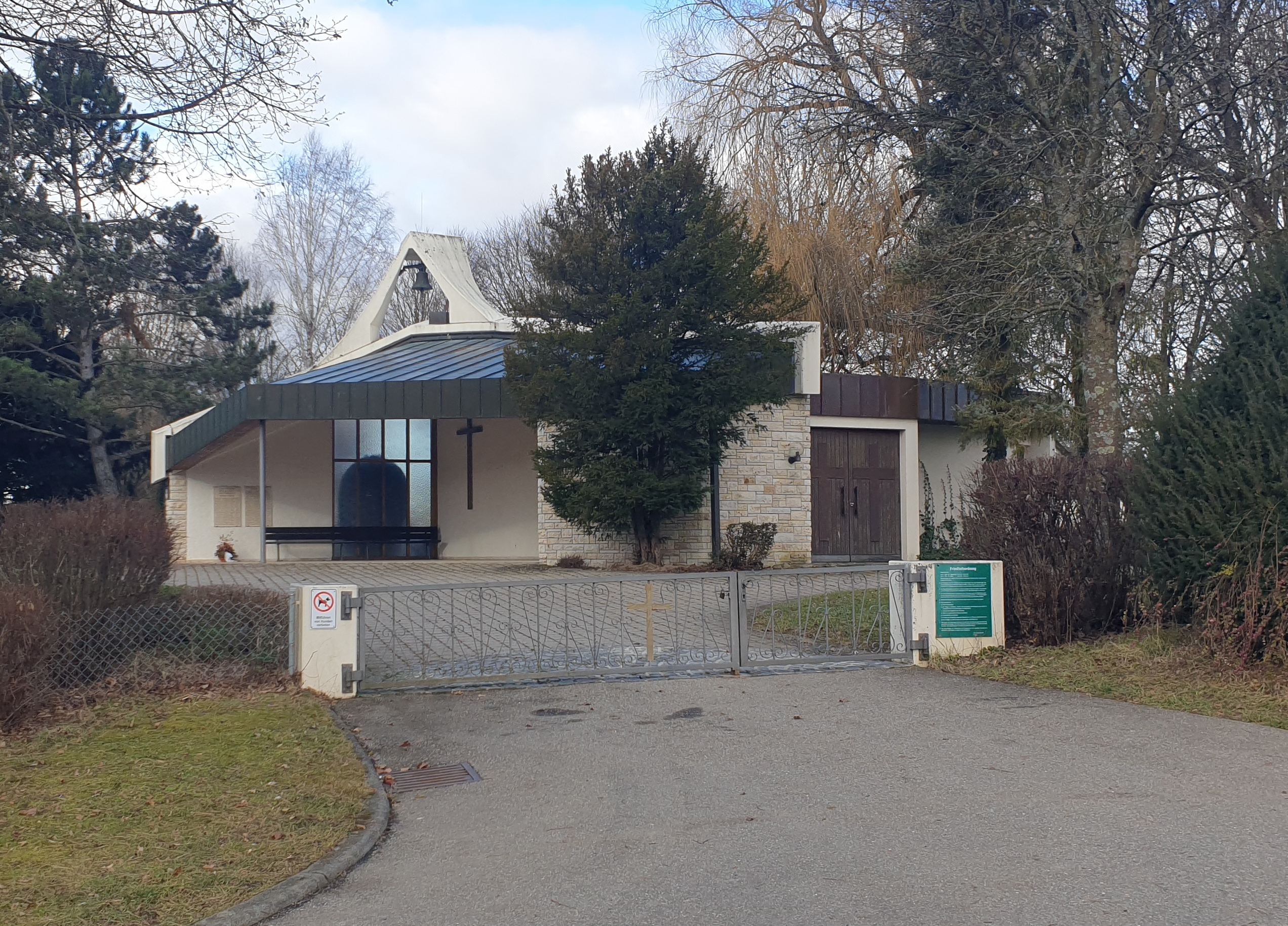
Friedhofseingang (2025)
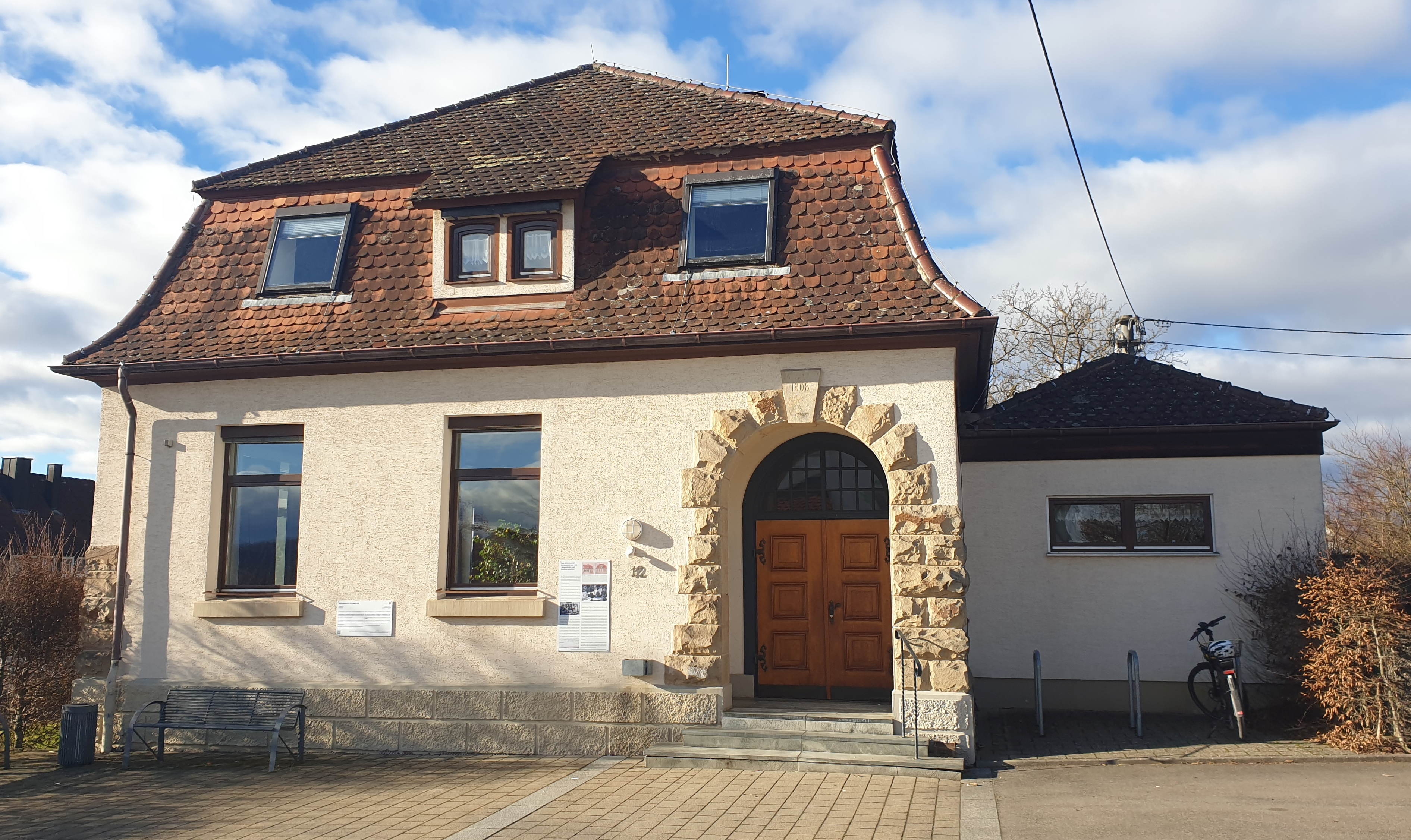
Schulhaus (2025)